# Castelo Auchans

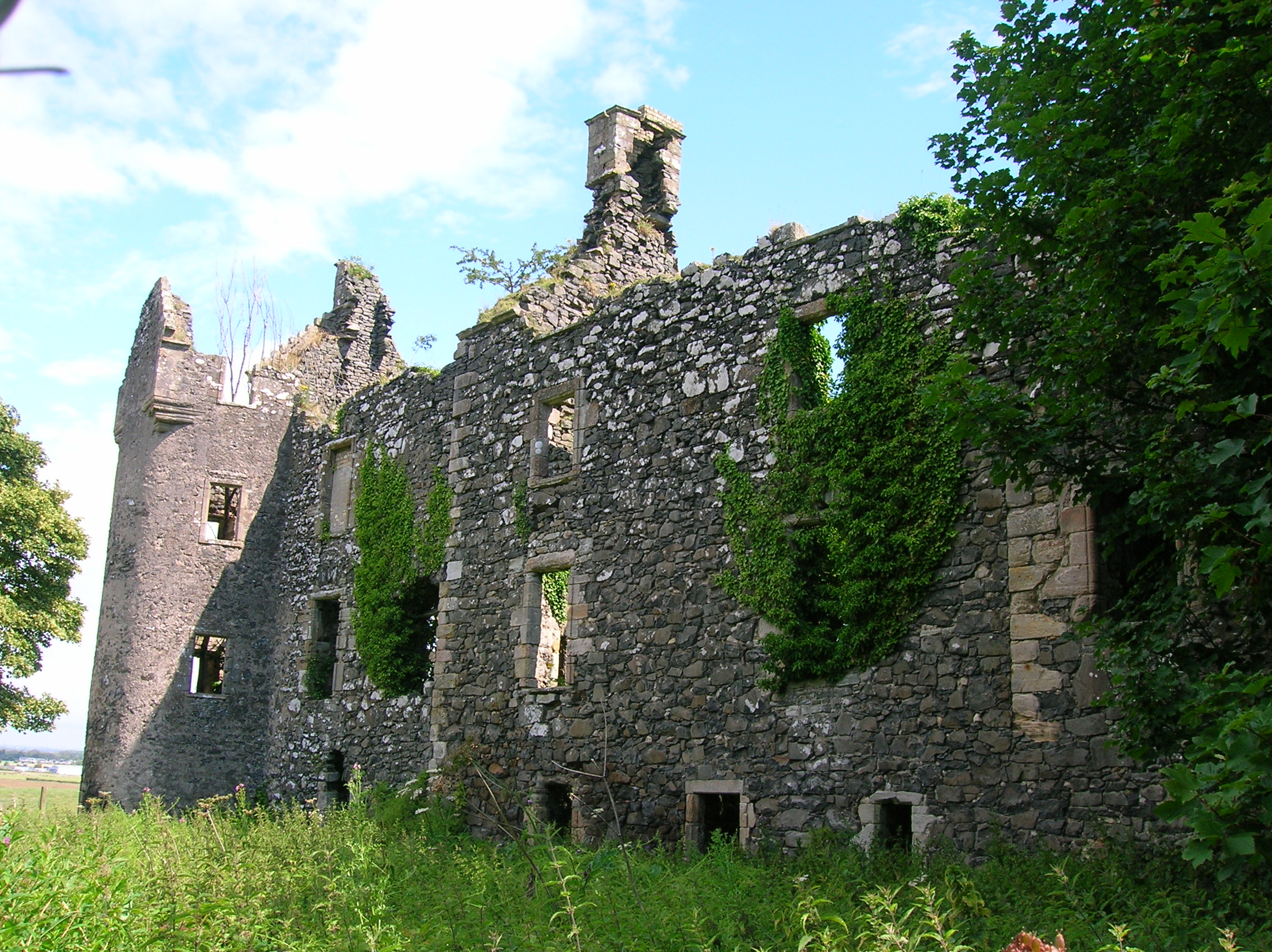
Castelo Auchans, Escócia.

O Castelo Auchans (em inglês:  Auchans Castle) é um castelo atualmente em ruínas localizado em Craigie, South Ayrshire, Escócia.
Encontra-se classificado na categoria "A" do "listed building" desde 14 de abril de 1971.